# Castelo de Eğirdir

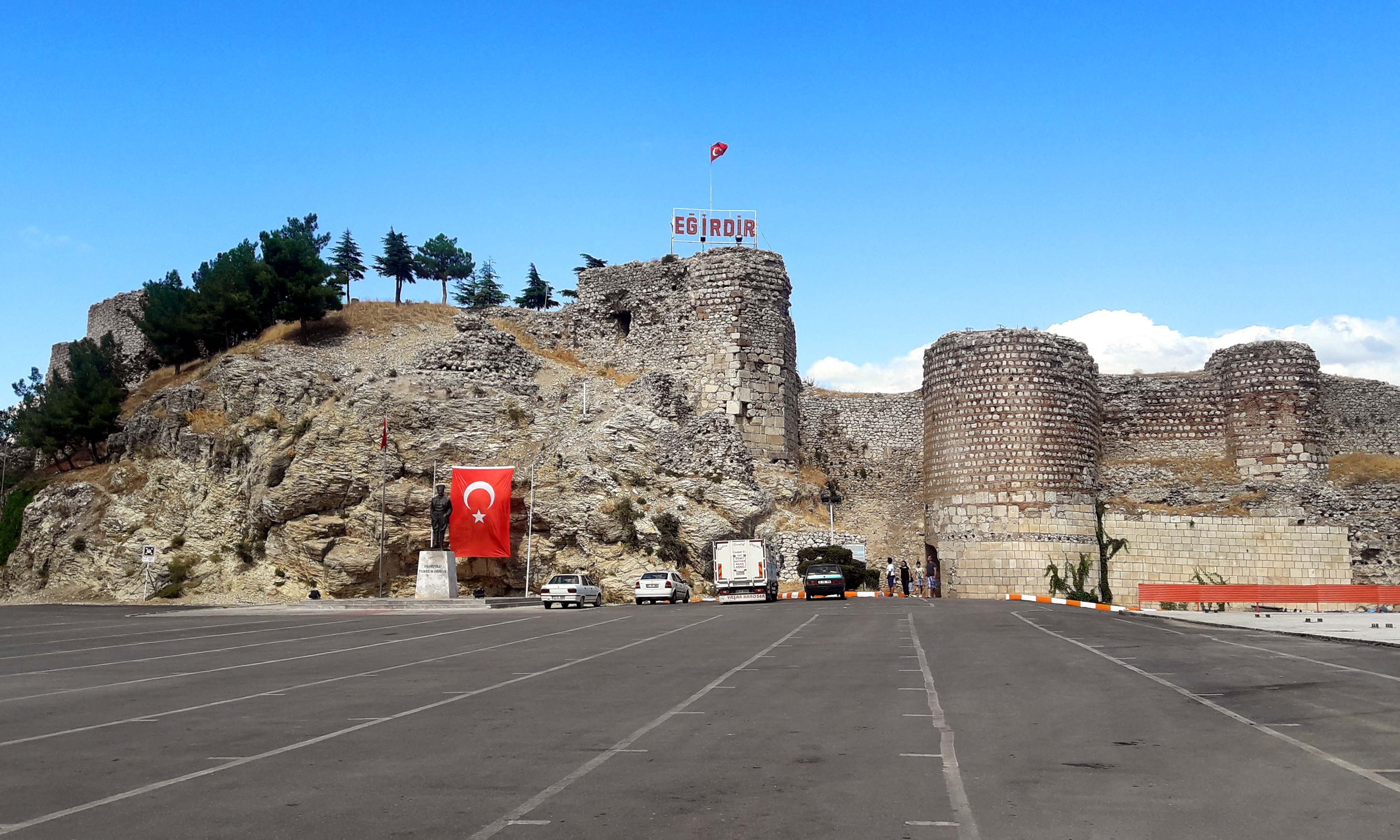
Castelo de Eğirdir

O Castelo de Eğirdir é um castelo na Turquia
Não há registo escrito da data de construção do castelo. De acordo com a tradição local, pode ser tão antigo quanto o Reino da Lídia (séculos VI-VII a.C.). Contudo, a julgar pela alvenaria, foi construído ou reconstruído durante o Império Romano ou o Império Bizantino.
O castelo foi construído principalmente devido aos ataques do lago e tem apenas cerca de 15 m (49 ft) de altura. Por causa das construções urbanas nas ruínas, o tamanho do castelo original é desconhecido.